# Schmalkalden-Meiningen
Schmalkalden-Meiningen é um distrito (Landkreis) da Alemanha localizado no estado da Turíngia.

## Cidades e municípios
| Cidades livres                                                                                         | Municípios livres                                                     | Municípios livres                                               |
| --- | --------------------------------------------------------------------- | --------------------------------------------------------------- |
| 1. Brotterode-Trusetal 2. Meiningen 3. Oberhof 4. Schmalkalden 5. Steinbach-Hallenberg 6. Zella-Mehlis | 1. Breitungen 2. Fambach 3. Floh-Seligenthal 4. Grabfeld 5. Rhönblick | 1. Rippershausen 2. Rosa 3. Roßdorf 4. Sülzfeld 5. Untermaßfeld |

| Verwaltungsgemeinschaften | Verwaltungsgemeinschaften                                                            | Verwaltungsgemeinschaften                                                         |
| --- | ------------------------------------------------------------------------------------ | --------------------------------------------------------------------------------- |
| 1. Dolmar-Salzbrücke 1. Belrieth 2. Christes 3. Dillstädt 4. Einhausen 5. Ellingshausen 6. Kühndorf 7. Leutersdorf 8. Neubrunn 9. Obermaßfeld-Grimmenthal 10. Ritschenhausen 11. Rohr 12. Schwarza1 13. Utendorf 14. Vachdorf | 2. Hohe Rhön 1. Birx 2. Erbenhausen 3. Frankenheim 4. Kaltennordheim1, 2 5. Oberweid | 3. Wasungen-Amt Sand 1. Friedelshausen 2. Mehmels 3. Schwallungen 4. Wasungen1, 2 |
| 1sede do Verwaltungsgemeinschaft;2cidade |                                                                                      |                                                                                   |